# Суперкубок України з волейболу серед жінок 2017
Суперкубок України серед жіночих волейбольних команд пройшов 15 жовтня 2017 року в Палаці спорту «Будівельник» (Черкаси). У другому розіграші южненський «Хімік» переміг тернопільську «Галичанку».

## Матч
| 15 жовтня 2017 |

| «Хімік» | 3 – 1 (25-19, 19-25, 25-15, 25-14) | «Галичанка» |
| ------- | ---------------------------------- | ----------- |
|         |                                    |             |

| Палац спорту «Будівельник» (Черкаси) Арбітр: Скибицький (Львів), Паєвський (Харків) |

«Хімік»: Катерина Дудник, Дар'я Дрозд, Анастасія Чернуха, Олена Напалкова, Юлія Микитюк, Діана Карпець; Кристина Нємцева (л), Дар'я Степановська (к), Юлія Бойко, Євгенія Хобер. Тренер — Андрій Романович.
«Галичанка»: Олена Стасівська, Олександра Міленко, Марина Мельниченко, Оксана Яковчук, Оксана Мадзар, Анна Єфременко; Тетяна Ротар (л), Анастасія Зеневич, Валерія Дрьомова. Тренер — Віктор Туркула.

## Лауреати
Лауреати турніру:
- Найкращий гравець Суперкубка: Катерина Дудник («Хімік»)
- Краща зв'язуюча: Олена Напалкова («Хімік»)
- Краща догравальниця: Катерина Дудник («Хімік»)
- Краща діагональна: Юлія Микитюк («Хімік»)
- Кращі блокуючі: Дар'я Дрозд («Хімік»), Оксана Мадзар («Галичанка»)
- Краща ліберо: Тетяна Ротар («Галичанка»)